# Alfonsas Andriuškevičius (Kunsthistoriker)
Alfonsas Andriuškevičius (* 18. November 1940 in Vilkaviškis) ist ein litauischer Kunsthistoriker, Kunstkritiker und Schriftsteller. 2007 erhielt er den Litauischen Nationalpreis.

## Leben
Andriuškevičius besuchte die weiterführende Schule in Kaunas. 1965 schloss er sein Studium an der Universität Vilnius ab, an der er 1973 auch am historischen Institut promovierte. Er arbeitete in verschiedenen Disziplinen wie der Philosophie und Ethnographie. Von 1974 bis 1990 arbeitete er an der Litauischen Akademie der Wissenschaften in den Fachbereichen Philosophie, Soziologie und Jura, zwischen 1989 und 2009 lehrte er an der Kunstakademie Vilnius. Dort war er von 1993 bis 2001 der Leiter des Fachbereichs Kunstgeschichte. Die Kunstakademie verlieh ihn ehrenhalber den Professorentitel. Im Jahr 1994 war Fellow an der Akademie Schloss Solitude.
1988 kuratierte Andriuškevičius die Ausstellung Der Mythos in der zeitgenössischen Malerei. Diese Ausstellung hatte aufgrund ihres konzeptuellen Charakters größeren Einfluss auf die kuratorische Praxis in Litauen. So orientierte sich etwa die Ausstellung Science and Life 2018 von Doktoranden der Kunstakademie Vilnius an seinem Konzept. In seiner kunsthistorischen und kunstkritischen Arbeit beschäftigte sich Andriuškevičius mit der litauischen Gegenwartskunst unter der sowjetischen Herrschaft und im unabhängigen Litauen nach 1990. Unter anderem setzte er sich mit der Kategorie der nonconformist art auseinander, die sich vom offiziell propagierten Sozialisten Realismus absetzte. Dabei sprach er für die baltischen Künstler von einer „semi-noncomformist art“, da sich diese eher formal und weniger politisch vom offiziellen Stil abgesetzt hätten. Dieser Diskurs setzte sich nicht nur im Baltikum durch, sondern wurde auch international rezipiert. So wurde sein Text aus dem Jahr 1992 im 1995 erschienenen Katalog From Gulag to Glasnost, der ersten umfangreichen englischsprachigen Publikation zur Kunst des sowjetischen Litauens, in Übersetzung publiziert. 2007 beschrieb Skaidra Trilupaitytė die Prägung des Begriffs semi-noncomformist als ein Produkt des postsowjetischen geopolitischen Kontexts, in dem versucht wurde, gegenüber dem westlichen Publikum oppositionelle Helden in der eigenen nationalen Kunstgeschichte zu präsentieren. Der Begriff  semi-nonconformist sei dabei paradox, weil er versuche, die litauische Kunst zum einen von der sowjetischen abzugrenzen, sie zum anderen aber an oppositionelle Kunst aus Russland, die auf dem westlichen Markt populär war, zu binden.
Als Kunstkritiker wurde Andriuškevičius als wiedererkennbare Persönlichkeit beschrieben. So bezog sich die litauische Kuratorin und Kunstkritikerin Agnė Narušytė auf ihn.
Das schriftstellerische Werk von Andriuškevičius umfasst mehrere kunstkritische Publikationen, vier Gedichtsammlungen und eine Sammlung von Essays. Im Jahr 2007 erhielt Andriuškevičius den Litauischen Nationalpreis für seinen Essay Rašymas dūmais (deutsch: Schreiben in Rauch) und die Sammlung kunstkritischer Schriften Lietuvių dailė 1975-1995 (deutsch: Litauische Kunst 1975-1995). Als Dichter wird er als ein „[…] treffender und präziser Minimalist, der elegische Qualität und zarte Ironie kombiniert[.]“ beschrieben. Neben seiner eigenen schriftstellerischen Tätigkeit übersetzt er zudem englische und amerikanische Dichtung. Seit 2001 ist Andriuškevičius Mitglied im Litauischen Schriftstellerverband.

## Schriften (Auswahl)
- Grožis ir menas lietuvių estetikoje 1918–1940 (Schönheit und Kunst in der litauischen Ästhetik 1918–1940), 1989.
- 33 eilėraščiai (33 Gedichte), 1994.
- Lietuvių dailė 1975–1995 (Litauische Kunst 1975–1995), 1997.
- 66 eilėraščiai (66 Gedichte), 1998.
- Eilėraščiai (Gedichte), 2000.
- Rašymas dūmais (Schreiben in Rauch), 2004.